# 西米德爾頓 (印地安納州)
西米德爾頓（英語：West Middleton）是位於美國印地安納州霍華德縣的一個非建制地區。該地的面積和人口皆未知。